# Pracownia artysty (obraz Gustave’a Courbeta)
Pracownia artysty (także Pracownia malarza i Atelier artysty) – obraz francuskiego malarza Gustave’a Courbeta ukończony w 1855 roku.

## Okoliczności powstania i wystawienia
W 1855 roku, w Paryżu, miała miejsce Wystawa Światowa, a jej częścią była ekspozycja dzieł sztuki. Gustave Courbet wysłał z propozycją wystawienia do komisji oceniającej 15 obrazów. Zaakceptowano 11 dzieł, a odrzucono m.in. Pracownię artysty. W odpowiedzi na tę decyzję malarz nie zdecydował się na prezentację swoich prac w głównej przestrzeni wystawienniczej, czyli w Pałacu Sztuk Pięknych, ale w jego sąsiedztwie wzniósł własny pawilon nazwany „Realizm”. Tam wystawił 40 obrazów, w tym Pracownię artysty.
Ze względu na duże rozmiary płótno musiało być wykonane z trzech kawałków materiału, na górze i z lewej strony obrazu doszyte są pasy tkaniny.

## Opis obrazu

### Trudności w interpretacji
Gustave Courbet zatytułował swój obraz Prawdziwa alegoria sumująca siedem lat mojego artystycznego i duchowego życia. Już sam ten tytuł wzbudził od początku kontrowersje – zwracano uwagę, że pojęcia „alegoria” i „prawdziwość” są ze sobą sprzeczne; alegoria to przedstawienie idei za pomocą obrazów nacechowanych symbolicznie i jest daleka od realizmu, który przedstawia rzeczy konkretne, istniejące w rzeczywistości. Dzieło jest utrzymane w ciemnych kolorach, w palecie barw dominują odcienie brunatnych brązów, szarości, zgniłe zielenie. Na obrazie widać pomieszczenie pogrążone w półmroku, źródłem światła jest okno po prawej stronie oraz niewidoczny otwór w suficie. Obraz przedstawia dużą grupę osób zgromadzonych w pracowni malarza, jednak pomieszczenie nie przypomina rzeczywistego atelier Courbeta. Osoby na obrazie to postacie pochodzące z różnych stanów francuskiego społeczeństwa, niektóre z nich daje się zidentyfikować jako portrety osób współczesnych malarzowi. Pomimo tego, że malarz ukazał realne typy ludzi żyjących w jego czasach, to jednak zgromadzenie ich wszystkich w jego pracowni w jednym czasie nie jest zdarzeniem możliwym. Trudno ustalić relacje łączące postaci przebywające w pomieszczeniu, wiele z nich wydaje się żyć własnym życiem i nie zwracać uwagi na otaczającą rzeczywistość. Interpretacje obrazu opierają się na napisanym przez Courbeta liście adresowanym do jego przyjaciela, krytyka sztuki Champefleury’ego. W liście tym malarz dość szczegółowo opisuje kompozycję, ale nie wyjaśnia sensu swego dzieła.

### Górna strefa obrazu
Górne partie Pracowni artysty przedstawiają ścianę i są kontrastowo puste w stosunku do wypełnionych postaciami stref dolnych. Na ścianie interpretatorzy dopatrują się zarysowanych szkicowo prac malarza. Inna interpretacja zakłada, że tylnej ściany nie ma, a istniejąca za nią rzeczywistość stapia się z rzeczywistością wnętrza.

### Prawa strona obrazu
Z prawej strony obrazu Courbet umieścił swoich przyjaciół i osoby, które wywarły pozytywny wpływ na jego życie i twórczość. Osoba siedząca na stole i całkowicie skupiona na książce to Charles Baudelaire, za nim w pobliżu lustra zarysowuje się niewyraźnie postać kobieca. Miała nią być kochanka poety, Jeanne Duval; Courbet zamalował jej sylwetkę, która z czasem zaczęła się wyłaniać pod wpływem zmian chemicznych w warstwie farby. Za Baudelairem stoi bogata para, przy czym widoczny jest tylko zarys sylwetki mężczyzny zasłoniętego przez kobietę ze wspaniałym kwiecistym szalem przerzuconym przez ramiona, którą identyfikuje się jako Apollonie Sabatier, zwaną „la Presidente”. Przed nią na podłodze klęczy mały chłopiec. Następna siedząca postać to Champfleury, który zapoznał malarza z teoriami realizmu. Za krytykiem w głębi widoczna jest kolejna para – kobieta w jasnej sukni i mężczyzna w cieniu. Kobieta jest utożsamiana z Juliette, siostrą artysty. Jedna z interpretacji głosi, że uścisk Juliette i tajemniczego mężczyzny wyobraża braterską miłość i nawiązuje do symboli masonerii, z którą prawdopodobnie był związany Gustave Courbet. Następnie, blisko rogu pomieszczenia stoi grupa mężczyzn. Są to: Max Buchon, Urbain Cuenot, polityk Pierre-Joseph Proudhon i mecenas malarza Alfred Bruyas. Wiele postaci z prawej strony obrazu zostało namalowanych na podstawie fotografii lub portretów.

### Centrum obrazu
Centralną część dzieła zajmuje przedstawienie samego malarza siedzącego przed wielkoformatowym płótnem i malującego krajobraz z okolic swego rodzinnego Ornans. Pejzaż nie był uznawany przez malarstwo akademickie za wystarczająco wzniosły i godny, dlatego przedstawienie go przez Courbeta należy traktować jako wyzwanie rzucone sztuce oficjalnej. Za plecami malarza stoi naga modelka, osłonięta tylko fragmentem tkaniny, jej ubranie leży u stóp. Postać ta jest interpretowana jako muza artysty lub naga prawda symbolizująca dążenie malarza do tworzenia obrazów, które są współczesne i prawdziwe. Malującemu Courbetowi przygląda się chłopiec, u którego stóp bawi się puszysty biały kot. Prawdopodobnie postać dziecka ma oznaczać, że artysta bardziej ceni szczerą i uczciwą opinię chłopca niż opinie wykształconych krytyków. Przypuszcza się, że dziecięca postać, to nieślubny syn malarza, Desire, urodzony w 1847 roku. Malarz jest zwrócony do obrazu, który tworzy bokiem, w nieco nienaturalny sposób. Takie ułożenie postaci pozwoliło mu zaprezentować swój profil, z którego był szczególnie dumny.

### Lewa strona obrazu
Po lewej stronie obrazu Courbet umieścił „przedstawicieli śmierci”, ludzi przegranych, cierpiących, wyzyskiwanych i wyzyskiwaczy. Są wśród nich Żyd, Chińczyk, ksiądz, weteran rewolucji francuskiej, robotnik, kobieta z dzieckiem u piersi, grabarz. Z tej grupy wyróżnia się siedzący mężczyzna z dwoma psami, określany jako kłusownik. Jest on interpretowany jako zawoalowany portret Napoleona III, na co mają wskazywać charakterystyczne dla władcy wąsy. Courbet należał do aktywnych przeciwników jego władzy. Przed kłusownikiem na podłodze leży duży kapelusz z piórem, sztylet i gitara. Są to symbole romantyzmu, który malarz, jako zwolennik realizmu, zdecydowanie odrzucał. W cieniu sztalug zlokalizowanych w centrum można dostrzec postać w typie ukrzyżowanego Chrystusa. To naturalnej wielkości manekin służący za model malarzom wykonującym konwencjonalne obrazy. U stóp „ukrzyżowanej” postaci leży czaszka, spoczywa ona na egzemplarzu „Journal des débats”, wpływowego dziennika o dużym znaczeniu dla francuskiej kultury i polityki. Interpretowana jest jako kolejny motyw odnoszący się do śmierci sztuki akademickiej. Inne możliwe wyjaśnienia obecności czaszki to symbol śmierci prasy pod rządami Napoleona III lub symbol opinii Courbeta o dziennikarzach nieprzychylnych jego malarstwu. W dolnym rogu znajduje się duża i wyraźna sygnatura artysty.

### Nawiązania do innych obrazów
Rozmieszczenie postaci na obrazie to nawiązanie do układu charakterystycznego dla Sądu Ostatecznego z dwoma grupami, potępionych i zbawionych, oddzielonymi od siebie. Ułożenie ręki i pędzla malarza przypomina gest Boga ze Stworzenia Adama Michała Anioła. Interpretatorzy dostrzegają także nawiązania do Panien dworskich Velázqueza. Siedząca postać w cylindrze, znajdująca się na lewo od centrum to wyraźne odniesienie do Portretu pana Bertin Ingresa.